# Иван Табаковић
Иван Табаковић (Арад, Угарска, Аустроугарска, 10. децембар 1898 — Београд, СФРЈ, 27. јун 1977) био је српски сликар. Отац Милан, био је познати архитекта, као и брат Ђорђе и сестрић Предраг.

## Биографија
Почео је да црта веома рано. Студије сликарства почиње 1917. године у Будимпешти, а наставља га две године касније на Умјетничкој академији у Загребу, у класи Љубе Бабића. Године 1922. одлази у Минхен, похађајући у исто време Академију и приватну школу Ханса Хофмана. Вратио се у Загреб, где 1924. године завршава Академију. Следеће, 1925. године одлази у Париз.

## Каријера
Табаковић је октобра 1927. године као академски сликар постављен указом за приправника цртача на Медицинском факултету у Загребу. Излагао је своје радове 1934. године у Уметничком павиљону у Београду, заједно са колегом Недељком Гвозденовићем. Постављен је децембра 1939. године за вођу одсека декоративно сликарство, на Вишој школи за примењену уметност у Београду. Иван Табаковић је био професор Академије примењених уметности у Београду и члан Српске академије наука и уметности. Његови студенти са Академије ликовних уметности у Београду су покретачи и чланови чувене Задарске групе, од којих су многи наставили свој рад у Паризу. Добио је „Гран при“ за сликарство на међународној изложби у Паризу 1937. године, и златну медаљу на међународној изложби керамике у Прагу 1962. године.
Бавио се колажом.